# A șaptea pecete
A șaptea pecete (în suedeză Det sjunde inseglet - The Seventh Seal) este un film dramatic și fantastic din 1957, în regia și scenariul lui Ingmar Bergman. 

## Rezumat
În Scandinavia, unde domneau ciuma și disperarea, se întoarce din Cruciada nobilul cavaler Antonius Block. Pe plajă, la întoarcerea sa, îl așteaptă Moartea, care voia să îl ia cu ea în acel moment. Cavalerul îi propune o partidă de șah, pentru a-și prelungi astfel viață cu câteva zile. Jocul se desfășoară în cursul a diverse întâlniri dintre cavaler și Moarte. 
În timp ce partida de șah continuă, Antonius și pajul sau Jons, traversând Scandinavia, întâlnesc multe persoane care, în pradă fricii de moarte se supun unor practici violente pentru a se purifica de păcate, dar și persoane care vor să își satisfacă plăcerile personale înainte de a muri. Cavalerul întâlnește astfel o familie de acrobați, care par a nu-și da seama de tragedia ce îi înconjoară, fiind uniți de iubirea și respect reciproc. Aceasta întâlnire îl ajută pe Antonius să își regăsească credința în Dumnezeu, și acepta să moară sacrificându-se pentru a salva familia acrobaților.  
Moartea nu câștigă jocul cu Antonius în condiții de egalitate. Într-adevăr Antonius, cu o mișcare a brațului, lovește piesele de șah în mod intenționat și le face să cadă, susținând că nu mai știe cum erau aranjate. În acest mod distrage atenția Morții și permite familiei de acrobați să fugă.
Cavalerul se reîntoarce acasă unde îl aștepta soția sa, și în timp ce stau la masă cu tovarășii de călătorie (pajul, o femeie salvată de acesta, un fierar și nevasta acestuia), apare Moartea să îi ia.    
Tematica cea mai importantă a filmului este raportul dintre om și Dumnezeu înaintea vieții efemere, prezentată prin intermediul unui parcurs în care protagonistul se confruntă cu teama și disperarea oamenilor în față morții, o teamă ce poate fi înțeleasă ca și lipsa de credință.

## Distribuție
- Gunnar Björnstrand – Jöns
- Bengt Ekerot – Death
- Nils Poppe – Jof
- Max von Sydow – Antonius Block, knight
- Bibi Andersson – Mia
- Inga Landgré – Karin
- Åke Fridell – Blacksmith Plog
- Inga Gill – Lisa
- Erik Strandmark – Jonas Skat
- Bertil Anderberg – Raval
- Gunnel Lindblom – Mute girl
- Maud Hansson – Witch
- Gunnar Olsson – Albertus Pictor, pictorul
- Anders Ek – The Monk
- Benkt-Åke Benktsson – Merchant
- Gudrun Brost – Maid
- Lars Lind – tânrăul monah
- Tor Borong – Farmer
- Harry Asklund – Inn keeper
- Ulf Johanson – Jack's leader

## Premii
- Premiul special al juriului la Cannes (1957)

## Primire
- „Fascinant palimpsest medieval, apolog cu multiple rezonanțe morale ce trebuie descifrat în straturi suprapuse, despre om și angoasele sale, în care ample scene populare alterneazÄ cu procesiuni bruegeliene și tablouri intimiste, fascinante prin plastica inspirată parcă de picturile medievale pe lemn. […] Din punct de vedere stilistic, este influențat de expresionism, de Dreyer și de frescele medievale.” (Dicționar universal de filme, 2002)
- „Scopul meu a fost să pictez ca un zugrav din Evul Mediu, cu aceeași angajare obiectivă, cu aceeași sensibilitate și aceeași bucurie. Personajele mele râd, plâng, țipă, se tem, vorbesc, răspund, joacă, suferă, întreabă. Sunt terorizate de ciumă, de Ziua de Apoi, de Steaua care se numește Absint. Astăzi, temerile noastre sunt de altă natură, dar cuvintele rămân aceleași. Întrebarea persistă.” (Ingmar Bergman) (Cinemaa¦ un secol și ceva, 2002)
- „Această alegorie, cu viziuni apocaliptice îmbină desăvârșit poezia cu filozofia într-o operă de o deosebită profunzime, susceptibilă de multiple interpretări. Punîndu-și întrebări asupra sensului vieții, Bergman realizează ‘cel mai profund și mai ambițios film din istoria cinematografului suedez și se aproprie de operele lui Strindberg și Lagerkvist’ (Peter Cowie).” (Cinema… un secol și ceva, 2002)
- „O suită de tablouri de gen de o fenomenală frumusețe și una dintre rarele reprezentări medievale credibile în cinema.” (Gilbert Salachas) (Cinema… un secol și ceva, 2002)
- „Demers poetic și filozofic, tributar mai curînd picturii de frescă naivă medievală și gîndirii existențialiste (Kirkegaard practic omniprezent la Bergman, considerat asimilat în cultura țărilor nordice), filmul este dezvoltarea cu mijloace cinematografice a unei scurte piese de teatru, ‘T – Trämalning’ (‘Pictură pe lemn’), scrisă de Bergman cu doi ani înainte (jucată la Paris în 1959). Filmul, ca și piesa, implantează în imagistica medievală, familiară și obsedantă pentru Bergman încă din copilărie, fațete ale unei angoase contemporane sau, mai exact, prelungirea în contemporaneitate a unor spaime și neputințe omenești ancestrale. Apare aici Bergman omul de teatru, care se exprimă pe sine cu mijloacele cinematografului și își propune să o facă în maniera pictorului medieval, care construia cu sensibilitate, măiestrie și bucurie o altă realitate, concepută de fantezie, o realitate creată în interiorul celei date.” (Andreia Mihăilă) (Almanah Cinema 1985)

## Vezi și
- A cincea pecete, film din 1976 în regia Zoltán Fábri
- Lista Vaticanului cu cele mai bune filme